# وزارة الرايخسفير
وزارة الرايخويهر أو وزارة دفاع الرايخ ( (بالألمانية: Reichswehrministerium) كانت وزارة الدفاع لجمهورية فايمار وفي الفترة الأولى من الرايخ الثالث. نص دستور فايمار عام 1919 على إنشاء وزارة دفاع وطنية موحدة لتنسيق حكم الرايخسوير الجديد، وقد تم إنشاء هذه الوزارة في أكتوبر 1919 من وزارة الحرب البروسية الحالية والمكتب البحري الامبراطوري. كان مقره في مبنى Bendlerblock. إعتمد على قانون الفيرجيتز (قانون الدفاع) المؤرخ 21 مايو 1935  بإعادة تسميته وزارة حرب الرايخ (بالألمانية: Reichskriegsministerium) ، الذي تم إلغاؤه عام 1938 واستعيض عنه بـالمكتب البحري الامبراطوري .

## قوائم الوزراء

### وزراء الدفاع
| الصورة | الاسم (ولادة–وفاة)            | فترة شغل المنصب | فترة شغل المنصب | فترة شغل المنصب   | الحزب | الحزب                      |
| الصورة | الاسم (ولادة–وفاة)            | تولى المنصب     | غادر المنصب     | المدة             | الحزب | الحزب                      |
| ------ | ----------------------------- | --------------- | --------------- | ----------------- | ----- | -------------------------- |
|        | غوستاف نوسك ‏ (1868–1946)      | 13 فبراير 1919  | 22 مارس 1920    | 1 سنة و38 أيام    |       | الحزب الديمقراطي الاجتماعي |
|        | أوتو غيسلر ‏ (1875–1955)       | 27 مارس 1920    | 19 يناير 1928   | 7 سنوات و298 أيام |       | الحزب الديمقراطي الألماني  |
|        | فيلهلم غرونر ‏ (1867–1939)     | 19 يناير 1928   | 30 مايو 1932    | 4 سنوات و132 أيام |       | مستقل                      |
|        | كورت فون شلايشر (1882–1934)   | 1 يونيو 1932    | 28 يناير 1933   | 241 أيام          |       | مستقل                      |
|        | فيرنر فون بلومبرج (1878–1946) | 29 يناير 1933   | 21 مايو 1935    | 2 سنوات و112 أيام |       | مستقل                      |

### وزراء الحرب
| الصورة | الاسم (ولادة–وفاة)            | فترة شغل المنصب | فترة شغل المنصب      | فترة شغل المنصب   | الحزب | الحزب |
| الصورة | الاسم (ولادة–وفاة)            | تولى المنصب     | غادر المنصب          | المدة             | الحزب | الحزب |
| ------ | ----------------------------- | --------------- | -------------------- | ----------------- | ----- | ----- |
|        | فيرنر فون بلومبرج (1878–1946) | 21 مايو 1935    | 27 كانون الثاني 1938 | 2 سنوات و251 أيام |       | مستقل |

## روابط خارجية
- (بالألمانية)

```
مقال عن adlexikon.de
```